# 朴建
朴 建（パク・ゴン、1990年7月11日 - ）は、大韓民国出身のプロサッカー選手。ポジションはディフェンダー（センターバック）およびミッドフィールダー（ボランチ）。

## 来歴
韓国の水原大学校を卒業後、2013年1月9日にJリーグのアビスパ福岡に加入。
2015年6月、AC長野パルセイロへ完全移籍。
2016年6月27日、ザスパクサツ群馬への期限付き移籍が発表され、同年12月27日には同クラブに完全移籍した。
2017年12月20日、Kリーグ2の富川FC 1995に加入。前所属クラブの群馬も23日に移籍を発表し、「※ビザの都合により、韓国内でのプレーのみ可能の諸事情あり」と記している。
兵役に従事するため、2020年にはK4リーグの坡州市民FCで、翌2021年はK4リーグの楊平FCで社会服務要員としてプレーした。2021年11月11日、服務を終えて富川に復帰したことが発表された。

## 所属クラブ
ユース経歴
- 光熙小学校
- 漢陽中学校
- 2006年 - 2008年 永登浦工業高校
- 2009年 - 2012年 水原大学校

プロ経歴
- 2013年 - 2015年6月  アビスパ福岡
- 2015年6月 - 2016年  AC長野パルセイロ
  - 2016年7月 - 12月  ザスパクサツ群馬 (期限付き移籍)
- 2017年  ザスパクサツ群馬
- 2018年 - 2021年  富川FC 1995
  - 2020年  坡州市民FC（朝鮮語版）（社会服務）
  - 2021年  楊平FC（朝鮮語版）（社会服務）
- 2022年  浦項スティーラース
- 2023年  忠北清州FC

## 個人成績
| 国内大会個人成績 | 国内大会個人成績 | 国内大会個人成績 | 国内大会個人成績 | 国内大会個人成績 | 国内大会個人成績 | 国内大会個人成績 | 国内大会個人成績 | 国内大会個人成績 | 国内大会個人成績 | 国内大会個人成績 | 国内大会個人成績 |
| 年度             | クラブ           | 背番号           | リーグ           | リーグ戦         | リーグ戦         | リーグ杯         | リーグ杯         | オープン杯       | オープン杯       | 期間通算         | 期間通算         |
| 年度             | クラブ           | 背番号           | リーグ           | 出場             | 得点             | 出場             | 得点             | 出場             | 得点             | 出場             | 得点             |
| 日本             | 日本             | 日本             | 日本             | リーグ戦         | リーグ戦         | リーグ杯         | リーグ杯         | 天皇杯           | 天皇杯           | 期間通算         | 期間通算         |
| ---------------- | ---------------- | ---------------- | ---------------- | ---------------- | ---------------- | ---------------- | ---------------- | ---------------- | ---------------- | ---------------- | ---------------- |
| 2013             | 福岡             | 13               | J2               | 31               | 0                | -                | -                | 0                | 0                | 31               | 0                |
| 2014             | 福岡             | 13               | J2               | 35               | 1                | -                | -                | 0                | 0                | 35               | 1                |
| 2015             | 福岡             | 13               | J2               | 3                | 0                | -                | -                | -                | -                | 3                | 0                |
| 2015             | 長野             | 28               | J3               | 19               | 1                | -                | -                | 2                | 0                | 21               | 1                |
| 2016             | 長野             | 28               | J3               | 2                | 0                | -                | -                | -                | -                | 2                | 0                |
| 2016             | 群馬             | 8                | J2               | 21               | 1                | -                | -                | 1                | 0                | 22               | 1                |
| 2017             | 群馬             | 20               | J2               | 36               | 0                | -                | -                | 0                | 0                | 36               | 0                |
| 通算             | 日本             | 日本             | J2               | 126              | 2                | -                | -                | 1                | 0                | 127              | 2                |
| 通算             | 日本             | 日本             | J3               | 21               | 1                | -                | -                | 2                | 0                | 23               | 1                |
| 総通算           | 総通算           | 総通算           | 総通算           | 147              | 3                | -                | -                | 3                | 0                | 150              | 3                |

- Jリーグ初出場 - 2013年3月17日 J2第3節 京都サンガF.C.戦（レベルファイブスタジアム）
- Jリーグ初得点 - 2014年9月28日 J2第34節 カターレ富山戦（富山県総合運動公園陸上競技場）

## 代表歴
- 2011年 ユニバーシアード韓国代表候補
- 2011年 U-23韓国代表候補